# Paul Patterson
Paul Leslie Patterson (Chesterfield, 15 juni 1947) is een Brits componist, muziekpedagoog en trombonist.

## Levensloop
Patterson was tijdens zijn schooltijd in Exeter trombonist in de Topsham Silver Band. Hij studeerde vanaf 1964 aan de Royal Academy of Music in Londen met de hoofdvakken trombone en compositie. Zijn leraren aldaar waren Sidney Langston (trombone), Richard Stoker, Elisabeth Lutyens en Richard Rodney Bennett, Harrison Birtwhistle en Hans Keller. In 1966 ging zijn Rebecca, voor spreker en instrumentalensemble, op. 1 tijdens de "Dartington Summer School" in première. Met zijn Blaaskwintet, op. 2 won hij in 1967 de South West Arts Competition.
Vervolgens was hij als freelancecomponist werkzaam en hij werd al spoedig bekend. Vanaf 1970 is hij als docent voor compositie verbonden aan zijn Alma Mater, de Royal Academy of Music. In de jaren 1987 tot 1997 was hij hoofd van de afdeling hedendaagse muziek. Tot 1980 speelde hij bij de Londen Sinfonietta de elektronisch muziek (geluidsband, synthesizer, etc.).
Als componist schreef hij werken voor vele genres, werken voor orkest, harmonieorkest, koor, vocale muziek en kamermuziek. Het bekendste werk is ongetwijfeld Timepiece, dat hij voor The King's Singers in 1972 componeerde en tot 1990 rond 1500 maal uitgevoerd werd. Hij was huiscomponist voor de "South East Arts" in Canterbury aan het einde van de jaren 1970, artistiek directeur van het "Exeter Festival" van 1991 tot 1997 en huiscomponist van het National Youth Orchestra of Great Britain.
Hij werd onderscheiden met de eremedaille van het Poolse ministerie voor cultuur (1987) voor zijn inzet van Poolse muziek in het Verenigd Koninkrijk en in 1996 won hij de Leslie Boosey Award. Tot zijn vele leerlingen behoren de componisten Augusta Read Thomas en Nimrod Borenstein.

## Composities

### Werken voor orkest
- 1968 Concert, voor trompet en strijkorkest, op. 3
- 1970 Partita, voor kamerorkest, op. 8
- 1971 Piccola Sinsonia, voor kamerorkest, op. 10
- 1971 Concert, voor hoorn en orkest, op. 11
- 1972 Fiesta Sinfonica, voor orkest, op. 12
- 1973 Sonors, voor orkest, op. 17
- 1973 Abode of the Dead, voor zangstemmen en orkest, op. 18
- 1973 You'll Never Walk Alone; voor orkest, op. 18a
- 1974 Fusions, voor orkest en geluidsband, op. 23
- 1975 Strange Meeting, voor orkest, op. 29
- 1975 Circular Ruins, voor orkest, op. 31
- 1976 Wildfire, voor orkest en geluidsband, op. 33
- 1976 Concert, voor klarinet en strijkorkest, op. 34
- 1977 Cracowian Counterpoints, voor kamerorkest, op. 38 (gecomponeerd voor het zilveren kroningsjubileum van de Koningin Elizabeth II van het Verenigd Koninkrijk)
- 1981 Concert, voor orkest, op. 45
- 1982 Sinfonia, voor strijkorkest, op. 46
- 1985 Europhony, voor kamerorkest, op. 55
- 1985 Upside-Down-Under-Variations, voor orkest, op. 56
- 1987 Propositions, voor mondharmonica en orkest, op. 61
- 1989 White Shadows on the Dark Horizon, voor orkest, op. 67
- 1992 Concert, voor viool en orkest, op. 72
- 1992 Little Red Riding Hood, voor 1-3 sprekers en groot orkest, op. 73 – tekst: Roald Dahl/Donald Sturrock
- 1993 Little Red Riding Hood, voor spreker en kamerorkest, op. 73b – tekst: Roald Dahl/Donald Sturrock
- 1993 Festivo, voor orkest, op. 74
- 1995 Overture: Songs of the West, voor orkest, op. 78
- 1997 Four Rustic Sketches, voor orkest, op. 80
- 2000 The City Within, voor groot orkest, op. 87
- 2002 Jubilee Dances, voor orkest, op. 89
- 2002 Concert voor cello en strijkorkest, op. 90
- 2003 The Three Little Pigs, voor orkest, op. 92
- 2004 Orchestra on Parade, voor orkest, op. 94
- 2006 Fireworks on Parade, voor orkest, op. 94a
- 2007 Allusions, voor twee violen en strijkorkest, op. 99

### Werken voor harmonieorkest en brassband
- 1974 Chromascope, voor brassband, op. 24
- 1975 Count Down, voor brassband, op. 28 (verplicht werk tijdens de "National Youth Brass Band Championships" in 1975 in de Royal Albert Hall)
- 1975 Cataclysm, voor brassband, op. 30
- 1990 Fanfare for the Future, voor groot koperensemble (4 trompetten, 4 hoorns, 4 trombones, tuba, pauken en 2 slagwerkers), op. 69
- 1991 The Mighty Voice, voor harmonieorkest, op. 71 (première: door het "Sinfonisches Jugenblasorchester Baden-Württemburg" tijdens de WASBE Conference in april 1991 in het Royal Northern College of Music te Manchester)
- 1994 The Royal Eurostar, voor groot koperensemble (6 trompetten, 4 hoorns, 4 trombones, 2 tuba's, 3 slagwerkers en orgel, op. 76
- 1994 Brussels Fanfare, voor 3 trompetten, 2 hoorns, 3 trombones, tuba, 2 slagwerkers, op. 76a
- 1994 Eurostar Fanfare, voor 3 trompetten, 3 trombones, tuba, 2 slagwerkers, op. 76b
- 1994 Paris Eurostar Fanfare, voor 4 trompetten, hoorn, 4 trombones en tuba, op. 76c
- 2001 Little Red Riding Hood, voor spreker en harmonieorkest, op. 73c – tekst: Roald Dahl/Donald Sturrock
- 2006 Westerly Winds, voor harmonieorkest, op. 84a

### Missen en andere kerkmuziek
- 1972 Kyrie, voor gemengd koor en piano vierhandig, op. 13
- 1973 Requiem, voor gemengd koor en orkest, op. 19
- 1973 Ecclesiastes uit het "Requiem", voor gemengd koor a capella, op. 19a
- 1973 Gloria, voor gemengd koor en piano vierhandig, op. 21
- 1981 The Canterbury Psalms, voor gemengd koor en orkest (of orgel solo; of orgel met koperensemble), op. 44
- 1983 Mass of the Sea, mis voor sopraan, bas solo, gemengd koor en orkest, op. 47
- 1984 Christ is the King, voor gemengd koor a capella, op. 51
- 1985 Missa Brevis, voor gemengd koor, op. 54
- 1986 Stabat Mater, voor mezzosopraan, gemengd koor en orkest, op. 57
- 1986 Magnificat & Nunc Dimittus, voor gemengd koor en orgel, op. 59
- 1988 Te Deum, voor sopraan solo, kinderkoor, gemengd koor en orkest, op. 65
- 1989 Salvum fac populum tuum Domine uit het "Te Deum", voor gemengd koor a capella, op. 65a
- 1991 O Be Joyful, voor gemengd koor en orgel, op. 70
- 1992 Tu Rex Gloria uit het "Te Deum", voor sopraan solo en strijkers, op. 65b
- 1993 Magnificat, voor gemengd koor, vier trompetten, drie trombones, tuba, 2 slagwerkers en orgel, op. 75
- 1998 Hell's Angels, voor solo sopraan, gemengd koor, 4 slagwerkers, geprepareerd strijkkwartet, op. 81
- 1999 Gloria, voor solo sopraan, tenor, gemengd koor en orkest, op. 83
- 2000 Millennium Mass, voor solo sopraan, gemengd koor, orkest en orgel, op. 85

### Werken voor koor
- 1977 Spare Parts, voor gemengd koor a capella, op.36 – tekst: Tim Rose-Price
- 1978 Brain Storm, voor gemengd koor en elektronica, op. 39
- 1979 Voices of Sleep, voor sopraan solo, gemengd koor en orkest, op. 40
- 1989 The End, voor gemengd koor (SSAATTBB), op. 68
- 1994 Little Red Riding Hood Song Book, voor vrouwenkoor (SSA), op. 77 – tekst: Brendan Beals
- 1998 On first looking into Chapman's Homer, voor vrouwenkoor, op. 82
- 2000 Little Red Riding Hood Song Book, voor spreker, vrouwenkoor en orkest, op. 77b
- 2005 The Fifth Continent, voor countertenor (of mezzosopraan), gemengd koor, koperensemble (2 trompetten, hoorn, trombone, tuba) en orgel, op. 96

### Vocale muziek
- 1972 Time Piece, voor twee countertenoren, tenor, twee baritons en bas, op. 16 – tekst: Tim Rose-Price (gecomponeerd voor The King's Singers)
- 1977 Vampireen, voor twee countertenoren, tenor, twee baritons en bas, op. 36a – tekst: Tim Rose-Price
- 1987 The Sorriest Cow of Capricorn, voor sopraan en piano, op. 63 – tekst: Mervyn Peak

### Kamermuziek
- 1966 Rebecca, voor spreker en houtblazers, trombones, violen, cello's en slagwerkers, op. 1
- 1967 Blaaskwintet, op. 2
- 1968 Trio, voor dwarsfluit, hobo en klarinet, op. 4
- 1972 Comedy for Five Winds, voor blaaskwintet, op. 14
- 1973 Intersections, voor dwarsfluit, klarinet, hoorn, trombone, viool, cello, piano en slagwerk, op. 20
- 1974 Conversations, voor klarinet en piano, op. 25
- 1974 Floating Music, voor dwarsfluit, klarinet, viool, cello, piano/celesta en slagwerk, op. 26
- 1975 Shadows, voor klarinet en geluidsband, op. 27
- 1976 Diversions, voor saxofoonkwartet, op. 32 (gecomponeerd voor het Londen saxofoonkwartet en uitgevoerd tijdens de "World Saxophone Congress" in het Royal College of Music in de lente van 1976)
- 1976 Fanfares for Great Occasions, voor 3 trompetten, 3 trombones-/tuba en pauken, op. 35
- 1980 At the still Point of the Turning World, voor dwarsfluit, hobo, klarinet, hoorn, viool, altviool, cello en contrabas, op. 41
- 1980 Deception Pass, voor vier trompetten, hoorn, vier trombones en tuba, op. 43
- 1984 Duologue, voor hobo en piano, op. 49
- 1985 Mean Time, voor koperkwintet, op. 53
- 1986 Strijkkwartet, op. 58
- 1986 Memories of Quiberville, voor trombonekwartet, op. 60
- 1999 Westerly Winds, voor blaaskwintet, op. 84
- 2001 Deviations, voor strijkoctet, op. 88
- 2003 Tate Modern Mobiles, voor dwarsfluit. hobo. klarinet. fagot, hoorn, 2 trompetten, 2 trombones, 2 violen, altviool, cello en contrabas, op. 91
- 2005 Elegiac Blues, voor cello en piano, op. 97
- 2005 Elegiac Blues, voor altviool en piano, op. 97a
- 2005 Aguecheek's Antics, voor viool en piano, op. 98

### Werken voor orgel

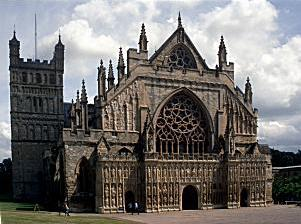
Kathedraal van Exeter

- 1969 Jubilate, op. 5 (geschreven voor het 600-jarig jubileum van de kathedraal van Exeter)
- 1970 Intrada, op. 7
- 1971 Visions, op. 9
- 1972 Interludium, op. 15
- 1973 Fluorescence, op. 22
- 1977 Games, op. 37
- 2005 Tsunami, op. 95
- 2007 Brumba, op. 100

### Werken voor piano
- 1989 A Tunnel of Time, op. 66

### Werken voor harp
- 1983 Spiders, op. 48
- 2003 Bugs, op. 93
- 2004 Harpomaniac